# Kreis Eiderstedt
Der Kreis Eiderstedt war von 1867 bis 1970 ein Kreis in der preußischen Provinz Schleswig-Holstein bzw. dem Land Schleswig-Holstein.
Nach dem Deutsch-Dänischen Krieg 1864 wurde Schleswig-Holstein 1867 preußische Provinz. Dabei wurden ein Stadtkreis und 19 Landkreise, unter ihnen der Kreis Eiderstedt, gebildet.
Durch die Kreisgebietsreform von 1970 wurde der Kreis Eiderstedt mit den Kreisen Husum und Südtondern zum neuen Kreis Nordfriesland mit Sitz der Kreisverwaltung in Husum vereinigt. Der Kreis Nordfriesland ist Rechtsnachfolger des Kreises Eiderstedt.

## Geographie

### Lage
Der Kreis umfasste die Halbinsel Eiderstedt an der schleswig-holsteinischen Westküste.

### Nachbarkreise
Der Kreis grenzte Anfang 1970, im Nordosten beginnend im Uhrzeigersinn, an die Kreise Husum, Schleswig und Norderdithmarschen. Im Süden, Westen und Norden grenzte er an die Nordsee.

## Geschichte
Der Kreis wurde 1867 „aus der Landschaft Eiderstedt mit den Städten Tönning und Garding; dem adeligen Gute Hoyersworth und den Grothusen-, Alten-Augusten-, Neuen-Augusten-, Süder-Friedrichs- und Norder-Friedrichs-Köögen“ gebildet. Dieses Gebiet umfasste im Wesentlichen die Halbinsel Eiderstedt.
Obwohl der Kreis nach preußischen Maßstäben eigentlich zu klein war, ließ die preußische Verwaltung den Eiderstedtern ihre Selbständigkeit. Das eigene nordfriesische Landschaftsrecht der ehemaligen „Landschaft Eiderstedt“ blieb bis zur Einführung des Bürgerlichen Gesetzbuches 1900 formal erhalten. Auch wurden keine Kleingemeinden gebildet, wie in anderen Kreisen, sondern die Kirchspiels- und Koogsgemeinden blieben erhalten.
Der Kreis hatte 1905 eine Fläche von 332,25 km² und 15.760 Einwohner. Bei Bildung der Amtsbezirke 1889 bestand der Kreis aus der Kreisstadt Tönning und der Stadt Garding, sowie aus 21 Landgemeinden (18 Kirchspiels- und drei Koogsgemeinden) und zwei Gutsbezirken, die sich wie folgt auf die Amtsbezirke verteilten:
| Amtsbezirk Garding - Garding (Landgemeinde) - Grothusenkoog - Katharinenheerd - Vollerwiek - Welt Amtsbezirk Koldenbüttel - Koldenbüttel Amtsbezirk Oldenswort - Oldenswort - Gutsbezirk Hoyersworth | Amtsbezirk Osterhever - Augustenkoog - Osterhever - Poppenbüll - Westerhever - Teile des Gutsbezirks Eiderstedt Amtsbezirk Sankt Peter - Ording - Sankt Peter Amtsbezirk Tating - Tating - Teile des Gutsbezirks Eiderstedt | Amtsbezirk Tetenbüll - Tetenbüll - Teile des Gutsbezirks Eiderstedt Amtsbezirk Tönning - Kotzenbüll - Kating - Tönning (Landgemeinde) Amtsbezirk Witzwort - Norderfriedrichskoog - Uelvesbüll - Witzwort |

Die Gutsbezirke wurden 1928 aufgelöst und die zugehörigen Flächen in die umliegenden Gemeinden eingegliedert.
Zum Zwecke von Einsparungen bei den öffentlichen Haushalten wurde am 1. Oktober 1932 in Preußen eine Kreisreform durchgeführt, bei der zahlreiche kleinere Kreise aufgelöst wurden. Dabei wurden in der Provinz Schleswig-Holstein unter anderem die beiden Kreise Eiderstedt und Husum zusammengeschlossen. Der ursprünglich für den neuen Kreis vorgesehene Name Husum wurde durch Beschluss des Preußischen Staatsministeriums vom 27. September 1932 in Husum-Eiderstedt geändert. Diese Maßnahme wurde – genau wie die Zusammenlegung Norder- und Süderdithmarschens – im folgenden Jahr wieder rückgängig gemacht.
1936 wurde aus einem Teil der Gemeinde Tating die Gemeinde Hermann-Göring-Koog gebildet, die sich 1945 in Tümlauer-Koog umbenannte.

### NS-Zeit
Die Lage der Bauern im Kreis Eiderstedt war in den 1920er Jahren durch hohe Zinssätze und Steuersätze einen katastrophale Sturz der Erzeugerpreise im Jahre 1926 gekennzeichnet, der zur Verschuldung der Höfe führte. Die Verschuldung pro Hektar vervierfachte sich. Eiderstedt wies die höchste Verschuldungsrate im ganzen Reich auf. Erst 1928 erreichte die landwirtschaftliche Produktion den Stand von vor dem Kriege. Ursache hierfür war der hohe Anteil von Pachtland, das Ausbleiben staatlicher Hilfen für die Bauern und die kaum stattgefundene Umstellung der Betriebe auf eine moderne Agrarproduktion. Der Bauern-Protest manifestierte sich in der Landvolk-Bewegung. Die Bauern fühlten sich moralisch im Recht. Durch polizeiliche Zwangsmaßnahmen gerieten sie in Gegnerschaft zum Staat. Der „Kampf gegen das System“ bewirkte eine Abkehr von den traditionellen Parteien. Da die Landvolk-Bewegung keine eigene Partei aufbaute, fiel es der NSDAP leicht, sie politisch zu beerben.
Schon 1929 stimmten beispielsweise in Viöl über 90 % der Wähler für die Nationalsozialisten, die einen grundlegenden Neuanfang versprachen. Im März 1933 erreichte die NSDAP in Eiderstedt 63,2 % der Wählerstimmen. Augenfällig war die Rolle der Bauern als Impulsgeber und treibende Kraft des Parteiaufbaus. Die Handwerker und Händler folgten eher nach. „Arbeiterpartei“ im Sinne ihres Namens war die NSDAP im Kreis Eiderstedt nur in sehr geringem Ausmaß. Die „Übernahme“ durch die NSDAP wurde vor allem von den in den Dörfern tonangebenden Großbauern begrüßt und unterstützt. Dies war ein weiterer Grund für das explosionsartige Anwachsen der Nationalsozialisten. In der traditionell konservativen, an Besitz, Bildung und Amt orientierten Kultur der ländlichen Gesellschaft wirkte der Beitritt der Honoratioren zur NSDAP 1929 als Vorbild für die von ihnen wirtschaftlich abhängigen Bevölkerungsgruppen, v. a. der Kleinpächter, Händler und Dorfhandwerker. Waren diese gewonnen, war im Prinzip schon das ganze Dorf gewonnen, denn in der Marsch gab es, anders als auf der Geest und an der Ostseeküste, keine nennenswerte Zusammenballung von Landarbeitern, die als Wählerreservoir für SPD oder KPD hätten dienen können.
Zum 1. August 1929 wurde Otto Hamkens zum Kreisleiter der Partei im Kreis Eiderstedt ernannt.
Nach der nationalsozialistischen „Machtergreifung“ ernannte man ihn zum Landrat von Husum-Eiderstedt und ab Oktober 1933 von Eiderstedt. Dieses Amt gab er 1938 auf. 1938 wurde er erfolglos in der „Liste des Führers zur Wahl des Großdeutschen Reichstages“ nominiert. 1943 verlor er das Amt des Kreisleiters.
Bei der Reichstagswahl Juli 1932 entfielen in den damaligen drei Landkreisen Nordfrieslands, Eiderstedt, Husum und Südtondern, etwa zwei Drittel der Stimmen auf die NSDAP. Damit wurde das Gesamtergebnis in Schleswig-Holstein, das bereits mit 51 % das höchste aller Wahlkreise im Deutschen Reich darstellte, noch weit übertroffen. In einzelnen Dörfern entscheiden sich sogar 100 % der Wähler für die Nazipartei. Am Tag der „Machtergreifung“, dem 30. Januar 1933, feierten die Nationalsozialisten in mehreren Orten mit Fackelzügen der SA. Die NSDAP baute ihre Herrschaft auch im Kreis Eiderstedt weiter aus.
Nach der „Machtergreifung“ am 30. Januar 1933 besetzte die NSDAP auch im Kreis Eiderstedt die Spitzenämter aller staatlichen und zivilen Bereiche, ebenso wie in vielen Vereinen, die Vorstände und Leitungen. Zugleich kam es zu grundlegenden hierarchischen Veränderungen in den von diesen Personen geführten Institutionen. Das Führerprinzip ersetzte die Demokratie. Die gleiche Wandlung vollzog sich im Kreistag. Im „Führerstaat“ war er im Grunde funktionslos. Seine Mitglieder wurden „berufen“ nach Berufsstand und Parteitreue, zu sagen hatten sie nichts. So wurde die NSDAP Teil der obrigkeitlichen Verwaltung: Sie verlor ihren Charakter als „Bewegungspartei“ und entwickelte sich planmäßig zu einer Nebenverwaltung mit hierarchischem Aufbau und Befehls- und Bestrafungskompetenzen. Die Befehle wurden vom NSDAP-Gauleiter über den Kreisleiter zum Ortsgruppenleiter durchgereicht. Neben Polizei und Gestapo diente auch der NSDAP-Ortsgruppenleiter als Anlaufstelle für Denunziationen. Dies galt für die Westküste in besonderem Maße, da hier größere Städte fehlten und insofern die Kripo nur wenig und die Gestapo überhaupt nicht in der Region vertreten war.
Die Gleichschaltung betraf auch die Kirche und die Schule. Der Witzworter Pastor Arnold Wehrmann war zum Beispiel überzeugter Nationalsozialist, „Deutscher Christ“ und Führer der Ortsgruppe Reichsluftschutzbund sowie Festredner im NSDAP-nahen Kampfgenossenverein 14/18.
In Friedrichstadt und Tönning kam es zu gewalttätigen Verhaftungen durch die SA Anfang 1933 und zur Verwüstung der Synagoge und jüdischer Geschäfte während der Novemberpogrome 1938. Ein weiterer Baustein der NS-Gewaltherrschaft war die Zwangsarbeit der Kriegsgefangenen ab 1940. Größere „Russenlager“ gab es ab 1941 in Friedrichstadt, „Haus Flensburg“ (ca. 200 russische Kriegsgefangene), und in Tönning (ca. 180 russische Kriegsgefangene von einer Wehrmachtsbaustelle). Zur Zwangsarbeit gehörten schließlich auch die Zivilarbeiterlager mit teils angeworbenen, teils verschleppten Menschen aus Osteuropa. Deren Einsatz in Eiderstedt begann im Sommer 1940 mit ca. 100 Polen. Ab 1942 wurden zunehmend Menschen aus der Ukraine und Russland eingesetzt. Nach vorsichtiger Schätzung waren zwischen 1940 und 1944 im Raum Eiderstedt 5.000 bis 8.000 ausländische Zwangsarbeiter tätig.

### Nachkriegszeit
Nach Auflösung der Amtsbezirke wurden 1948 Ämter gebildet, dabei wurden die Strukturen im Wesentlichen beibehalten, jedoch kam die Gemeinde Katharinenheerd zum Amt Tetenbüll und die Gemeinde Norderfriedrichskoog zum Amt Oldenswort. 1962 bildeten die Ämter Kirchspiel Garding und Osterhever das Amt Kirchspiel Garding/Osterhever, das wiederum 1969 aufgelöst wurde. Zusammen mit den Ämtern Tating und Tetenbüll wurde das Amt Eiderstedt-West gebildet. Unmittelbar vor der Auflösung des Kreises wurde auch das Amt Oldenswort aufgelöst und die Gemeinden kamen zum Amt Eiderstedt-West, das sich in Amt Eiderstedt umbenannte. Das Amt Sankt Peter war bereits 1967 nach dem Zusammenschluss der Gemeinden Sankt Peter und Ording zur Gemeinde Sankt Peter-Ording aufgelöst worden. Neben den Städten Garding und Tönning und den amtsfreien Gemeinden Koldenbüttel und Sankt Peter-Ording gab es bei der Auslösung des Kreises noch die drei Ämter Eiderstedt, Kirchspiel Tönning und Witzwort.
Zum 26. April 1970 erfolgte im Zuge der schleswig-holsteinischen Kreisreform die Auflösung des Kreises und die Eingliederung in den neuen Kreis Nordfriesland. Dabei wurde auch das Amt Witzwort aufgelöst und die beiden Gemeinden kamen mit dem amtsfreien Koldenbüttel zum neu gebildeten Amt Friedrichstadt. Das Amt Kirchspiel Tönning wurde Ende 1973 aufgelöst. Sitz des Amtsgerichts war Friedrichsstadt. Das Gerichtsgebäude dient heute als Café.
Als letzter Kreispräsident fungierte von 1966 bis zur Auflösung Hans Alwin Ketels (CDU).

## Einwohnerentwicklung
| Jahr | Einwohner | Quelle |
| ---- | --------- | ------ |
| 1867 | 17.937    | [ 17 ] |
| 1890 | 16.062    | [ 18 ] |
| 1900 | 15.762    | [ 18 ] |
| 1910 | 14.722    | [ 18 ] |
| 1925 | 14.790    | [ 18 ] |
| 1939 | 14.770    | [ 18 ] |
| 1946 | 29.720    | [ 19 ] |
| 1950 | 26.174    | [ 18 ] |
| 1960 | 19.100    | [ 18 ] |
| 1968 | 19.900    | [ 20 ] |

## Landräte
- 1868–1873: Ludwig von Richthofen (1837–1873)
- 1873–1874: Otto Lempfert
- 1874–1880: Cay-Wilhelm Georg von Rumohr († 1880)
- 1880–1881: Wiechers (auftragsweise)
- 1881–1889: Hermann Gottfried Madlung
- 1889–1893: Friedrich-Wilhelm Richard Otto Dierig
- 1893–1909: Karl Emil Walter Fritzsche
- 1909–1914: Christian von Heintze
- 1914:–0000 Carl von Dobbeler
- 1914:–0000 Otto zu Rantzau (1888–1946)
- 1914–1919: Daniel zu Rantzau
- 1919–1932: Nicolai Christian Reeder
- 1933–1938: Otto Hamkens (1887–1969)
- 1938–1939: Erich Keßler (1899–1989)
- 1939–1941: Henning von Rumohr
- 1941–1943: Oswald Biner Wulf
- 1943–1945: Henning von Rumohr
- 1946–1950: Bernhard Grage
- 1950–1969: Kurt Bähr

## Gemeinden
(Verwaltungsgliederung vom 25. April 1970, Einwohnerzahlen vom 27. Mai 1970)
Städte (Einwohner) (Fläche in ha)
1. Garding (1893) (303)
2. Tönning (4425) (382)

Weitere Gemeinden (Einwohner) (Fläche in ha)
1. Augustenkoog (57) (840)
2. Drage (543) (1714)
3. Garding, Kirchspiel (352) (1493)
4. Grothusenkoog (41) (318)
5. Katharinenheerd (711) (840)
6. Kating (394) (1104)
7. Koldenbüttel (714) (2699)
8. Kotzenbüll (207) (779)
9. Norderfriedrichskoog (83) (545)
10. Oldenswort (1407) (4596)
11. Osterhever (360) (1003)
12. Poppenbüll (324) (1554)
13. Sankt Peter-Ording (4192) (2825)
14. Tating (950) (2953)
15. Tetenbüll (956) (3611)
16. Tönning, Kirchspiel (697) (1086)
17. Tümlauer-Koog (170) (621)
18. Uelvesbüll (347) (1025)
19. Vollerwiek (228) (463)
20. Welt (251) (818)
21. Westerhever (245) (1293)
22. Witzwort (900) (2817)

## Kfz-Kennzeichen
Am 1. Juli 1956 wurde dem Kreis bei der Einführung der bis heute gültigen Kfz-Kennzeichen das Unterscheidungszeichen TÖN zugewiesen. Es leitete sich von der Kreisstadt Tönning ab und wurde bis zum 25. April 1970 ausgegeben.